# Sainte-Flaive-des-Loups
Sainte-Flaive-des-Loups é uma comuna francesa na região administrativa da Pays de la Loire, no departamento de Vendéia. Estende-se por uma área de 36,11 km². Em 2010 a comuna tinha 2 442 habitantes (densidade: 67,6 hab./km²).